# السياحة في جزر المالديف

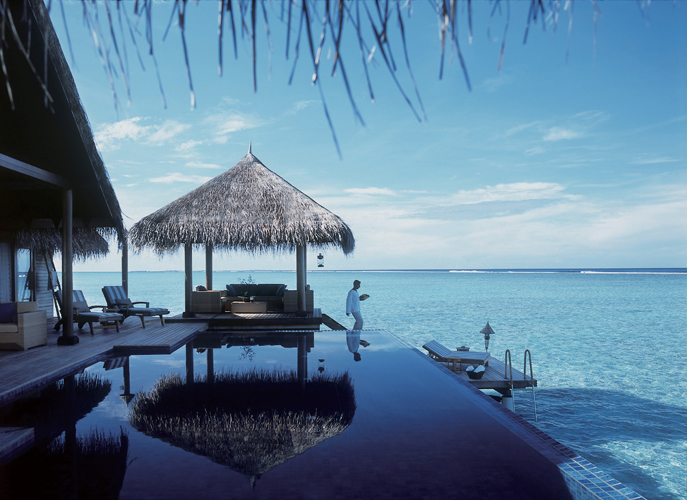
منتجع في جزيرة المالديف

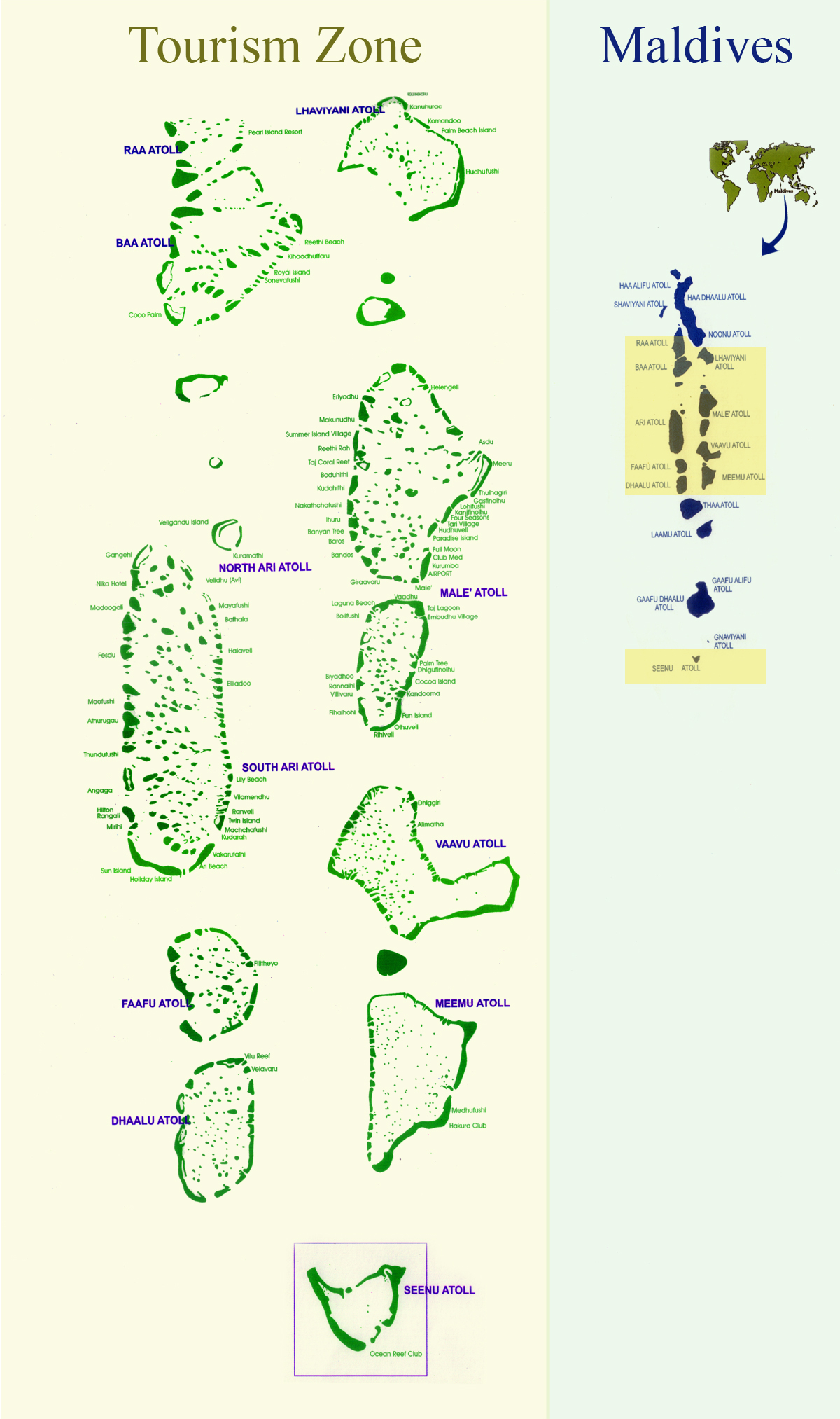
Tourism Zone

تعد السياحة جزءاً مهماً وبل أساسياً في اقتصاد جمهورية المالديف، فهي القطاع الاقتصادي الأكبر في الدولة حيث أنها تلعب دوراً مهماً في كسب إيرادات النقد الأجنبي، وخلق فرص التوظيف في القطاع الثالث للدولة. ويعتبر أرخبيل المالديف مكاناً لجذب العديد من السياح من مختلف أنحاء العالم.

## التاريخ
يعود تاريخ السياحة في المالديف إلى عام 1972. وفي الستينات عندما قامت بعثة الأمم المتحدة للتنمية بزيارة جزر المالديف لم توصي بالسياحة زاعمة أن هذه الجزر ليست مناسبة بعد لإستقبال السياح .
لقد انتعشت السياحة كثيراً في المالديف، مقارنةً بعام 1972 الذي شهد افتتاح أول منتجع سياحي في البلاد، ويقدَّر أن أول مجموعة سياحية وضعت أقدامها على الأراضي المالديفية كان قد وقع في شهر فبراير من نفس العام.
ولمّا بدأت السياحة في جزر المالديف، لم تكن البلاد تمتلك العديد من المنتجعات والمؤهلات السياحية التي من شأنها تجذب السياح، فبالكاد كانت الجزر تملك منتجعَين اثنين، بسعة 280 سرير فقط، إلى جانب الجزيرة السياحية المنفصلة. ويعتبر منتجع كورومبا أول منتجع أُفتتح في المالديف، وبعدها تم افتتاح منتجع جزيرة باندوس.
وفي الوقت الحالي، تضم جزر المالديف على أكثرمن 105 منتجع سياحي. وخلال العقود القليلة الماضية، تصاعدت أرقام السياح في المالديف بشكل مستمر وفي عام 2009، بدأت بيوت الضيافة المحلية التابعة للجزر المالديفية بالظهور وذلك بفضل التغييرات التي جاءت في القوانين المحلية، حيث أنها سمحت للسياح بالاختلاط مع السكان المحليين على غرار المكوث في المنتجعات الواقعة على جزر خاصة وفي نفس الوقت منفصلة وبعيدة عن سكان البلد. فهكذا أصبحت السياحة اليوم المصدر الأول للدخل لجمهورية المالديف، فسنوياً يقصدها أكثر من ثمانمِائة ألف سائح.

## القادمين لجزر المالديف
ترتيب الأشخاص الأكثر وفوداً للمالديف بهدف البقاء لمدة قصيرة، وفقاً لجنسياتهم:
| الرتبة | البلد           | أعداد الزائرين |
| ------ | --------------- | -------------- |
| 1      | الصين           | 359,514        |
| 2      | ألمانيا         | 105,132        |
| 3      | المملكة المتحدة | 92,775         |
| 4      | إيطاليا         | 65,616         |
| 5      | الهند           | 52,368         |
| 6      | روسيا           | 44,323         |
| 7      | فرنسا           | 42,024         |
| 8      | اليابان         | 39,244         |
| 9      | كوريا الجنوبية  | 33,001         |
| 10     | سويسرا          | 31,923         |
|        | المجموع         | 1,234,248      |

## الجمال الطبيعي الساحر لجزر المالديف
تتميز المالديف بجمالها الطبيعي فقد صنفت المالديف كأفضل وجهة في العالم للاستمتاع بأنشطة الغوص الترفيهية. ووفقاً للاستفتاء العالمي الذي أعده موقع https://www.agoda.com/en-gb/ فإن جمهورية المالديف تعد الوجهة المفضلة لدى الكثير من العرسان الجدد لقضاء شهر العسل.

## لمحة عامة عن المنتجعات الاستوائية في جزر المالديف
تضم المنتجعات السياحية في المالديف على فنادق واقعة على جزر خاصة، وعادة ما تكون هذه الجزر منفصلة عن سكان المدينة، فيرتادها السياح والعاملون فقط. ومن أجل الجذب السياحي تم تطوير حوالي 800 جزيرة مالديفية ذات مساحة 200 متر. بالإضافة للمحلات التجارية والردهات والأروقة السياحية والحانات والمراقص والبرامج التي تُدرس مهارات الغوص. وبجانب هذه المنتجعات، تتوفر لدى السائح فرصة المكوث في مساكن الخدمة الذاتية، وتدَّعم المساكن المنفصلة ببعض من الخدمات المميزة كاحتوائها على مطبخ مستقل ومغسلة لتنظيف الملابس ومياه للصرف الصحي وبالإضافة إلى الخدمات الكهربائية.
وتزخر أيضا بالمحلات التي تقدم النصب التذكارية والمصنوعات الأثرية. وتقدم معظم المنتجعات فرصة لممارسة مختلف الرياضات والأنشطة كالتمارين الرياضية الهوائية ولعبة كرة الطائرة وكرة تنس الطاولة.

## الموازنة السياحية
حتى وقت قريب، لم يكن أمام السياح تلك الخيارات الكثيرة للتجول والتنزه خارج محيط الجزيرة التي يمكثون فيها، فعادةً ما تخلو هذه المنتجعات من سكان البلد، وتنحصر خدماتها السياحية داخل الجزيرة فقط، فلا اختلاط بين السياح والسكان المحليين، حيث يقضي السائح جل وقته داخل المنتجع. ومن يدير هذه المنتجعات هم من الأجانب أصحاب الجنسيات المختلفة، فتذهب معظم إيرادات السياحة هباءا منثوراً في أيدي الأجانب، خارج المالديف، وجزءٌ قليل منها فقط يذهب للاقتصاد المحلي للدولة.
و من فترة قصيرة بدأ الوضع في التغيير، حيث سنت قوانين جديدة تتعلق بالقطاع السياحي، سمحت لبناء المنتجعات في جزر آهلة بالسكان المحليين وفي هذا فرصة كبيرة لخلق فرص عمل جديدة للمواطنين وفي نفس الوقت إعطاء الفرصة لأناس أكثر للاستفادة من مكاسب السياحة وأرباحها كجزيرة الهورا.

## السياحة البيئية في جزر المالديف
تهتم المالديف بتعزيز وتنمية السياحة البيئية في البلد، فتقوم بعض المنتجعات بإعادة تدوير الحرارة الناتجة من استخدام الكهرباء، كما تم وضع سياسة صارمة تحظر رمي النفايات. وعلاوةً على ذلك تهدف الحكومة المالديفية إلى الحفاظ على جمال الطبيعة البديعة والساحرة قبل أن يتم استغلالها للأغراض السياحية، فوضعت إطاراً قانونياً في موضع التنفيذ، كمنع اصطياد السلاحف والتقليل من الأضرار المتسببة للشعاب المرجانية. وعلى الرغم من هذا الاهتمام الكبير من جانب الحكومة إلا أنها لم تخلو من الانتقادات الدولية وذلك بسبب إهمالها لأسماك القرش التي قل عددها بشكل كبير بسبب تعرضها للصيد الدائم منذ عقود طويلة.
وفي حقيقة الأمر أن أسماك القرش قد إختفت تماما في أماكن واسعة من بحار المالديف، ويرجع السبب الرئيسي لظاهرة صيد أسماك القرش إلى زعانفها التي لا تقدر بثمن. حيث يتم بتر الزعانف من الأجزاء الخارجية لأسماك القرش وبعدها تترك الأسماك في عرض البحر وهي حية حتى تموت ومن ثم تصدر الزعانف إلى الدول الآسيوية المختلفة لأغراض متعددة من أهمها إعداد الأطعمة كحساء زعانف القرش الذي يعد واحداً من أطيب وأشهى الأطعمة الآسيوية بالنسبة للعديد من الأشخاص حول العالم. وبالرغم من وجود قوانين تمنع مثل هذه الممارسات إلا أنها لا تُحترم ولا تُنفذ من جانب السلطات المحلية.
وفي عام 2001 قامت منظمة بيئية محلية تدعى (سيمارك - مارين سافرز)، المعروفة بموقعها الإلكتروني (ريف سكابرس)، برعاية الدعم الذي تقدمه المنتجعات السياحية، بوضع برنامج طموح يهدف إلى إعادة زرع الشعب المرجانية التي تضررت بفعل الممارسات الخاطئة. وبفضل المساعدات التي يقدمها السياح، قد تمكنت المنظمة بزرع أسوار مرجانية حول العديد من المنتجعات السياحية في المالديف، كمنتجع كودا هورا ولاندا جيرافارو. وتعمل هذه المنظمة مع عدد من علماء البيئة، الذين استطاعوا تكوين ملاذ آمن للكائنات الاستوائية وحماية النظم الإيكولوجية الهشة ومعالجتها.

## أصحاب الأعمال والعاملين في القطاع السياحي
تمثل جمعية موظفو السياحة في جزر المالديف، جميع العاملين في القطاع السياحي. حيث أنها تسلط الضوء على أوضاعهم المعيشية. وتزعم بأن 25,000 موظف يعمل لدى القطاع السياحي، يواجه أوضاعا صعبة ويستلم رواتب قليلة، تتراوح ما بين 80 إلى 235 دولار أمريكي في الشهر، أي أن هذه الكمية في الواقع تعجز عن الوفاء بالضروريات. أما منظمة أصحاب العمل فتعرف باسم جمعية المالديف للقطاع السياحي.

## مميزات الموقع الجغرافي لجزر المالديف
تقع جزر المالديف على أرخبيل المحيط الهندي. حيث يشكل البحر ٪99 من مساحة الجمهورية ويتبقى ٪1 وتضم الجمهورية 26 جزيرة مرجانية. وتحتوي كذلك على جزيرة وبنك رمال تكونت على سلاسل جبلية تحت الماء، وقد شكلت الجبال فيما بينهما بحيرات مرجانية نمت وتطورت.

## الأماكن السياحية
تتنوع الأماكن السياحية في جزر المالديف، حيث المعالم التاريخية والفنادق والمنتجعات ومن أهمها:

### هانجنجاميدهو ثيلا
تضم هانجنجاميدهو ثيلا الكثير من الكائنات البحرية المختلفة. ويمكن ممارسة الغوص بسهولة من رنجالي في غضون 10 دقائق ومن جزيرو ميربيهي حوالي 35 دقيقة.

### الساحة العامة
تتكون الساحة من العشب الأخضر والمزارع الخصبة. وتقع على طوال الواجهة البحرية الشمالية. ولروعة هذا المكان وجاذبيته، فهو يحظى بشعبية كبيرة بين الكبار والأطفال، حيث تقام فيه الكثير من التجمعات الاجتماعية والترفيهية.

## المنتجعات
أهم المنتجعات السياحية في جزر المالديف:
| المنتجع                            |
| ---------------------------------- |
| منتجع جزير الكاكاو                 |
| منتجع باروش                        |
| منتجع تاج إكسوتيكا                 |
| منتجع الفور سيسون                  |
| منتجع الفور سيسون(جزيرة كودا هورا) |
| منتجع ميريهي                       |
| منتجع جزيرة فيليجاندو              |
| منتجع نالادهو                      |
| منتجع شاطئ ليلي                    |
| منتجع سونيفا جيلي                  |

## أهم المعالم السياحية
تقدم جزر المالديف لزوارها فرصة رائعة لزيارة معالم سياحية مختلفة كالمساجد والمتاحف والفنادق والمنتجعات، ومن أهم هذه المعالم:
- المسجد الكبير
- المتحف الوطني